# بورتون إي. غرين
بورتون إي. غرين (بالإنجليزية: Burton E. Green)‏ هو شخصية أعمال أمريكي، ولد في 1868 في ماديسون في الولايات المتحدة، وتوفي في 1965 في مقاطعة لوس أنجلوس في الولايات المتحدة.